# Дельбланк, Свен
Свен Дельбланк (швед. Sven Delblanc, 26 мая 1931, Сван-Ривер, Манитоба, Канада — 15 декабря 1992, Суннерста, Уппсала) — шведский писатель.

## Жизнеописание
Свен Дельбланк был третьим ребенком в эмигрантской семье фермера Зигфрида Акселя Германа Дельбланка, которая жила в Канаде с 1928 по 1934 годы. Далее Свен вместе с родителями и двумя старшими сестрами жил в Вагнхераде вблизи Тросы. В 1942 году супруги развелись, и в 1946 году Зигфрид вернулся в Канаду. Его отец (дед Свена), Фридрих Герман Дельбланк, работал печатником в Стокгольме, а родился в Лейпциге, что в Саксонии. Дед по матери Свена Дельбланка был родом из Весе (Väse), что в Вермланде, а бабушка по матери была из Норвегии. Еще в XIV веке Дельбланки жили на юге Франции, вблизи Ле-Пюи-ан-Веле. Один из представителей этого рода дезертировал под правления Наполеона I, во время Наполеоновских войн, и оказался в Германии.
В 1944 году Свен вместе с матерью переезжает в Сёдертелье, а с мая по сентябрь 1947 года он гостит у отца в Канаде. В 1952 году, отбыв военную службу и сдав экзамен, Свен поступает в Уппсальский университет, где изучает историю литературы. В 1955 году он женится на Кристине Экехорд, у супругов впоследствии родились дети — дочь Анна (1960) и сын Фредрик (1967). На протяжении 1958—1964 годов Свен Дельбланк пишет литературно-критические статьи в газете Arbetarbladet. В 1959 году он сдаёт лицензионный экзамен по истории литературы и начинает преподавать. В 1962 году Дельбланк дебютирует с романом «Краб-отшельник», впоследствии его пьесы ставят на радио. В 1965 году он защищает докторскую диссертацию «Честь и память» — исследование о шведской литературе XVIII века, — и далее преподает историю литературы на посту доцента. В 1968—1969 годах он был приглашенным профессором в Калифорнийском университете в Беркли. Написал ряд литературоведческих трудов. С начала 1970-х Дельбланк стал писателем — профессионалом. В 1976 году его избрали почетным членом братства Седерманланд-Нерике (швед. Södermanlands-Nerikes) в Уппсале. В 1987—1989 годах Дельбланк работал редактором издания Den Svenska Litteraturen I—V вместе с Ларсом Лённротом. В этом издании по истории шведской литературы он сам написал много статей, в частности о Шернъельме, Стриндберге, Фрёдинге, Хейденстаме, Карлфельдте, Франсе Бенгтссоне и Яльмаре Бергмане. За всю свою жизнь Свен Дельбланк получил четырнадцать различных литературных наград.
В конце 1990 года писатель узнал, что у него запущенный рак костей и жить осталось очень мало. Тогда же он решил издать «Колос жизни», написанный в основном в 1988 году, но «слишком болезненный, нечего было его опубликовывать». Дельбланк написал также «Последнее слово» — книгу с 55 дневниковыми записями, в которых автор изображает течение своей болезни и размышляет о смерти. За оставшиеся год-два Дельбланк создал также «Мякину», продолжение «Колосса жизни», которое вышло в свет посмертно, в 1993 году. Дельбланк успел еще написать телеспектакль «Путешествие домой», который поставили на Шведском телевидении в том же году.
Перед смертью Лебланка ходили слухи, что это он анонимно писал под псевдонимом Бу Балдерсон.
Свена Дельбланка похоронили на кладбище Гаммарбю в Уппсале.

## Творчество
Проза Дельбланка, как правило, носит притчевый характер. Ему принадлежат цикл автобиографических романов о вымышленном городке Хедебю — в реальности Вагнхерад — перед войной, во время и после Второй мировой войны (Река памяти, Каменная птица, Зимняя берлога, Городские ворота), по которому был снят телевизионный сериал, пользовавшийся большой популярностью, и такой же романный цикл, складывающийся вокруг фигуры деда писателя по материнской линии — проповедника, сошедшего с ума: Книга Самуила, Дочь Самуила, Земля Ханаанская и Мария в одиночестве.

## Романы и повести
- Краб-отшельник/ Eremitkräftan (1962)
- Пасторский сюртук/ Prästkappan, исторический роман (1963)
- Гомункулус/ Homunculus (1965)
- Путешествие в ночь/ Nattresa (1967)
- Ослиный мост/ Âsnebrygga (1969)
- Река памяти/Åminne, автобиографический роман (1970)
- Примавера/ Primavera (1973)
- Каменная птица/ Stenfågel, автобиографический роман (1973)
- Зимняя берлога/ Vinteride, автобиографический роман (1974)
- Кастраты/ Kastrater, исторический роман (1975)
- Городские ворота/Stadsporten, автобиографический роман (1976)
- Пещерный человек/ Grottmannen (1977)
- Гуннар Эммануэль/ Gunnar Emmanuel (1978)
- Сперанца/ Speranza, исторический роман (1980)
- Книга Самуила/ Samuels bok (1981)
- Дочери Самуила/ Samuels döttrar (1982)
- Ночь над Иерусалимом/ Jerusalems natt, исторический роман (1983)
- Земля Ханаанская/ Kanaans land (1984)
- Мария в одиночестве/ Maria ensam (1985)
- Гора Мориа/ Moria land, антиутопия (1987)
- Вдова/ Änkan (1988)
- Ифигения/ Ifigenia, мифологический роман (1990)
- Колос жизни/ Livets ax, мемуары (1991)
- Мякина/ Agnar, мемуары (1993)

## Признание
Премия газеты Aftonbladet (1965). Литературная премия Северного Совета (1981). Премия Пилот (1986),  Августовская премия (1991).